# StEG II 200

Diagramm der StEG II 200 COMBERMERE

Die StEG II 200 war eine Schnellzug-Schlepptenderlokomotive der Staats-Eisenbahn-Gesellschaft (StEG) Österreich-Ungarns.
Diese Lokomotive war die erste österreichische Verbundlokomotive, die nicht durch Umbau aus einer Zwillingslok entstand.
Sie wurde 1884 von Sharp in Manchester nach den Plänen der LNWR-Klasse Experiment für die StEG gebaut. Sie besaß zwei Hochdruckzylinder, die außen hinter den Laufrädern angeordnet waren und die zweite Treibachse antrieben.
Der Niederdruckzylinder war oberhalb der Laufachse situiert und trieb die erste Treibachse an. Der Stehkessel reichte tief zwischen die Treibachsen hinunter, hatte aber für die qualitativ minderwertige österreichische Kohle eine viel zu kleine Rostfläche. Daher war die Dampferzeugung sehr mangelhaft. Darüber hinaus neigte die Maschine beim Anfahren leicht zum Schleudern.
Zusammenfassend war die Lokomotive absolut kein Erfolg und wurde bereits 1902 außer Dienst gestellt und 1904 verschrottet.
Bei ihrer Lieferung erhielt sie zunächst die Betriebsnummer 161 und den Namen COMBERMERE, ab 1885 die Nummer 208 und erst ab 1886 die endgültige Nummer 200. Im dritten Schema der StEG von 1897 bekam das Einzelstück die Bezeichnung 2051.